# 에밀리오 에두아르도 마세라

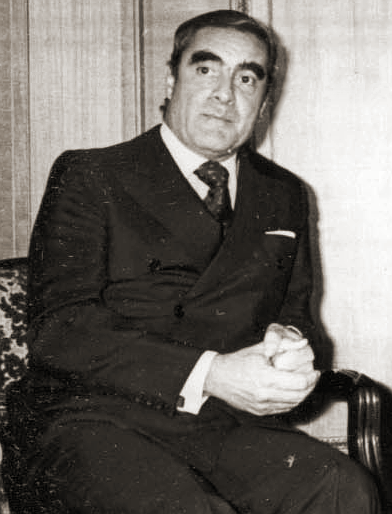
Emilio Massera

에밀리오 에두아르도 마세라(Emilio Eduardo Massera, 1925년 10월 9일 ~ 2010년 11월 8일)는 아르헨티나의 군인이다. 그는 해군사령관으로서 1976년 아르헨티나 쿠데타에 참여해 호르헤 라파엘 비델라가 집권하는데 기여했다. 그는 '더러운 전쟁' 기간 동안 납치, 구금, 고문 등 민주화 인사들에 대한 각종 인권 탄압을 자행한 것으로 알려졌다. 1985년 종신형을 선고받고 5년 이상 복역했지만 카를로스 메넴 당시 아르헨티나 대통령의 사면으로 석방됐다. 2010년 11월 8일 뇌졸중으로 사망했다.

## 가톨릭 고위 성직자와 친분
그가 1976년 아르헨티나 쿠데타에 참여하였을 당시 가톨릭 교회는 쿠데타를 묵인해준 바 있다. 또 에밀리오 에두아르도 마세라는 당시 교황의 외교사절인 피오 라기 추기경과 정기적으로 만나 테니스를 친 것으로 잘 알려져 있다.

## 프로파간다 두에
에밀리오 에두아르도 마세라는 프로파간다 두에의 회원이다.